# Gerald Guralnik

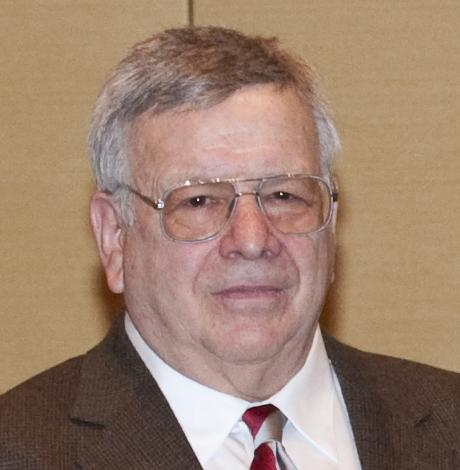
Gerald Guralnik

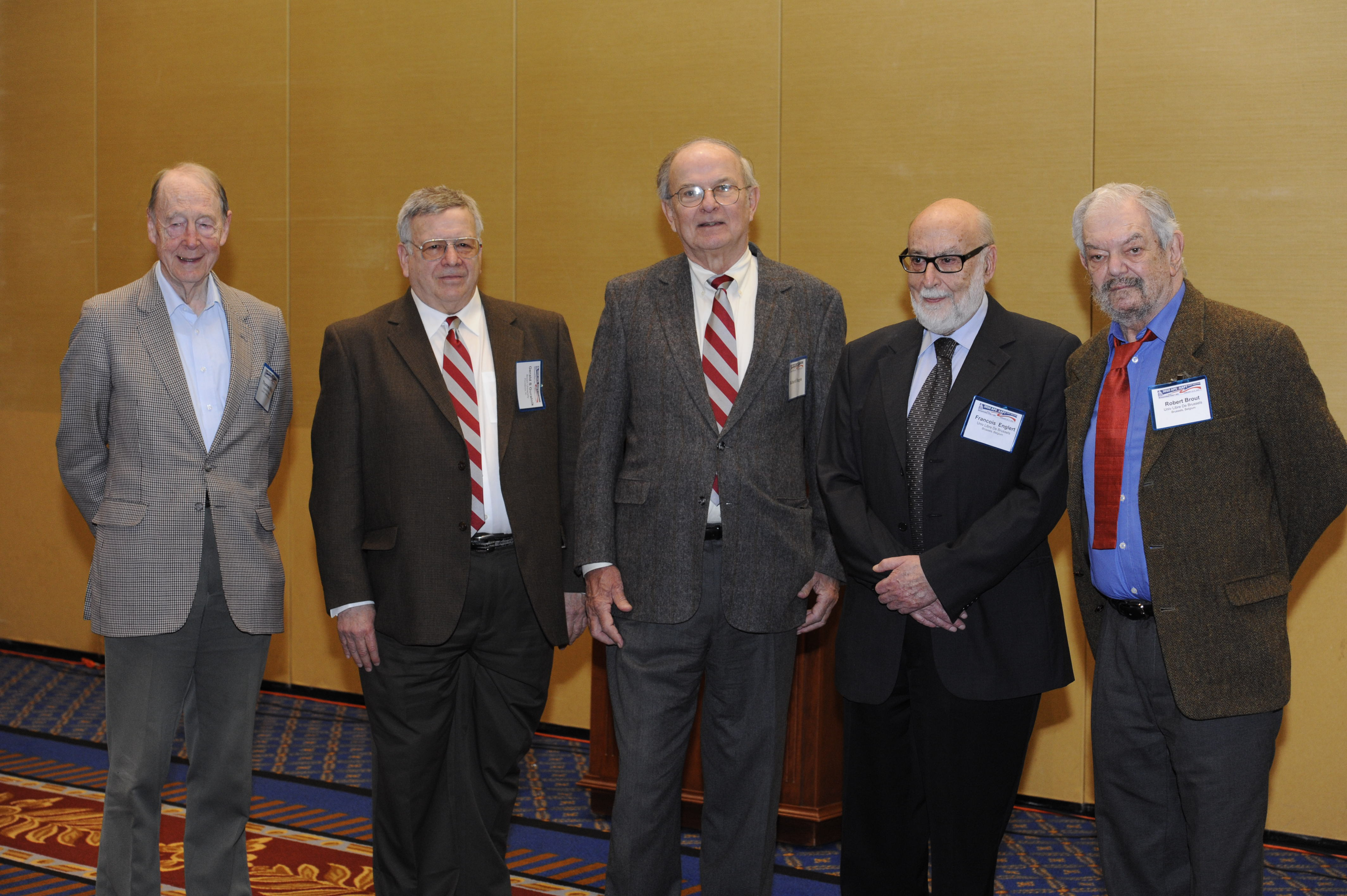
Kibble, Guralnik, Hagen, Englert und Brout bei der Verleihung des Sakurai-Preises 2010

Gerald Stanford Guralnik (* 17. September 1936 in Cedar Falls, Iowa; † 26. April 2014 in Providence, Rhode Island) war ein US-amerikanischer theoretischer Physiker.

## Karriere
Guralnik studierte am Massachusetts Institute of Technology (Bachelor-Abschluss) und promovierte 1964 an der Harvard University (wo er unter anderem bei Julian Schwinger hörte) bei Walter Gilbert. Ab 1965 war er an der University of Rochester. Später war er Professor an der Brown University.
Bekannt wurde er für seine Arbeiten mit Carl R. Hagen (den er noch als Kommilitonen vom MIT kannte und mit dem er schon veröffentlichte, als sie noch Studenten waren) und T. W. B. Kibble über spontane Symmetriebrechung als Methode der Massenerzeugung von Vektorbosonen in Yang-Mills-Theorien, eine wichtige Basis der Theorie der elektroschwachen Wechselwirkung und des Standardmodells. Unabhängig gelang dies auch Peter Higgs, François Englert, Robert Brout. Zum Zeitpunkt der Arbeit war Guralnik als Fellow der National Science Foundation Post-Doc bei Kibble am Imperial College, später kam auch Hagen dazu. Obwohl die Arbeit unabhängig und vollständiger als die ihrer Konkurrenten war, führte die Tatsache, dass Higgs (und Englert und Brout) zuerst veröffentlichten, dazu, dass Higgs ein Großteil der Anerkennung (ausgedrückt im Namen Higgs-Mechanismus) zuteilwurde. Mitte der 1960er Jahre wurde die Theorie selbst überwiegend ablehnend beurteilt, zum Beispiel auch von Werner Heisenberg, als Guralnik sie auf einer von diesem 1965 organisierten Konferenz bei München vortrug. In Guralniks Erinnerungen war dies ein Grund, warum er sich anderen Themen zuwandte, gerade als Ende der 1960er Jahre die elektroschwache vereinheitlichte Theorie von Steven Weinberg und Abdus Salam (der daran am Imperial College teilweise mit John Clive Ward arbeitete) entwickelt wurde.
Später beschäftigte er sich unter anderem mit numerischen Algorithmen in der Quantenfeldtheorie. In den 2000er Jahren beteiligte er sich an einem Projekt, einen Computer mit Strukturen nach dem Vorbild des menschlichen Gehirns zu entwickeln (Ersatz Brain Project).
Er war Sloan Research Fellow und Fellow der American Physical Society. 1969/70 war er am Institute for Advanced Study.
2010 erhielt er den Sakurai-Preis mit Higgs, Englert, Brout, Hagen und Kibble.

## Schriften
- The History of the Guralnik, Hagen and Kibble development of the Theory of Spontaneous Symmetry Breaking and Gauge Particles, 2009
- mit C. R. Hagen, T. W. B. Kibble: Global conservation laws and massless particles. In: Physical Review Letters. Band 13, 1964, S. 585
  - Die Arbeiten von Guralnik, Hagen, Kibble, Higgs, Englert, Brout von 1964 in Physical Review Letters
- mit T. Das, V. S. Mathur, Francis Low, J. E. Young Electromagnetic mass differences of pions, Phys. Rev. Lett., Band 18, 1968, S. 759
- mit Carl R. Hagen, F. Cooper Integral formulation of mean field perturbation theory, Annals of Physics, Band 109, 1977, 165
- mit F. Cooper, N. J. Snyderman Is the Fermi theory of weak interactions a Yang-Mills-Theory in disguise ?, Phys. Rev. Lett., Band 40, 1978, S. 1620
- mit R. Gupta, G. Kilcup, A. Patel, S. Sharpe Weak interaction matrix elements with staggered fermions I: Theory and a trial run, Nuclear Physics B, Band 286, 1987, S. 253
- mit P. Emirdag, R. Easther, S. C. Hahn New numerical methods for quantum field theories on the continuum, Nucl. Phys. Proc. Suppl., 83, 2000, 938
- mit D. D. Ferrante, J. Doll, D. Sabo Mollified Monte Carlo, Nucl. Phys. Proc. Suppl., Band 119, 2003, S. 965
- mit J. Doll, R. Easther, P. Emirdag, D. D. Ferrante, S. Hahn, D. Petrov, D. Sabo Alternative numerical techniques, Nucl. Phys. Proc. Suppl., Band 119, 2003, S. 950
- Gauge invariance and the Goldstone theorem, Vortrag Feldafing 1965, Arxiv